# 奥日-蒙图瓦-弗朗维尔
奥日-蒙图瓦-弗朗维尔（法語：Ogy-Montoy-Flanville，法語發音：[ɔʒi mɔ̃twa flɑ̃vil]）是法国摩泽尔省的一个市镇，属于梅斯区。该市镇于2017年由原市镇奥日和蒙图瓦-弗朗维尔合并而成。

## 地理
奥日-蒙图瓦-弗朗维尔（49°7'19"N, 6°16'54"E）面积10.06 平方千米，位于法国大東部大區摩泽尔省，该省份为法国东北部内陆省份，是洛林的一部分，西南接默尔特-摩泽尔省，东临下莱茵省，北与卢森堡和德国接壤。
与奥日-蒙图瓦-弗朗维尔接壤的市镇（或旧市镇、城区）包括：勒通费、科利尼-迈兹里、马尔西伊、宽西、努瓦斯维尔、努伊。
奥日-蒙图瓦-弗朗维尔的时区为UTC+01:00、UTC+02:00（夏令时）。

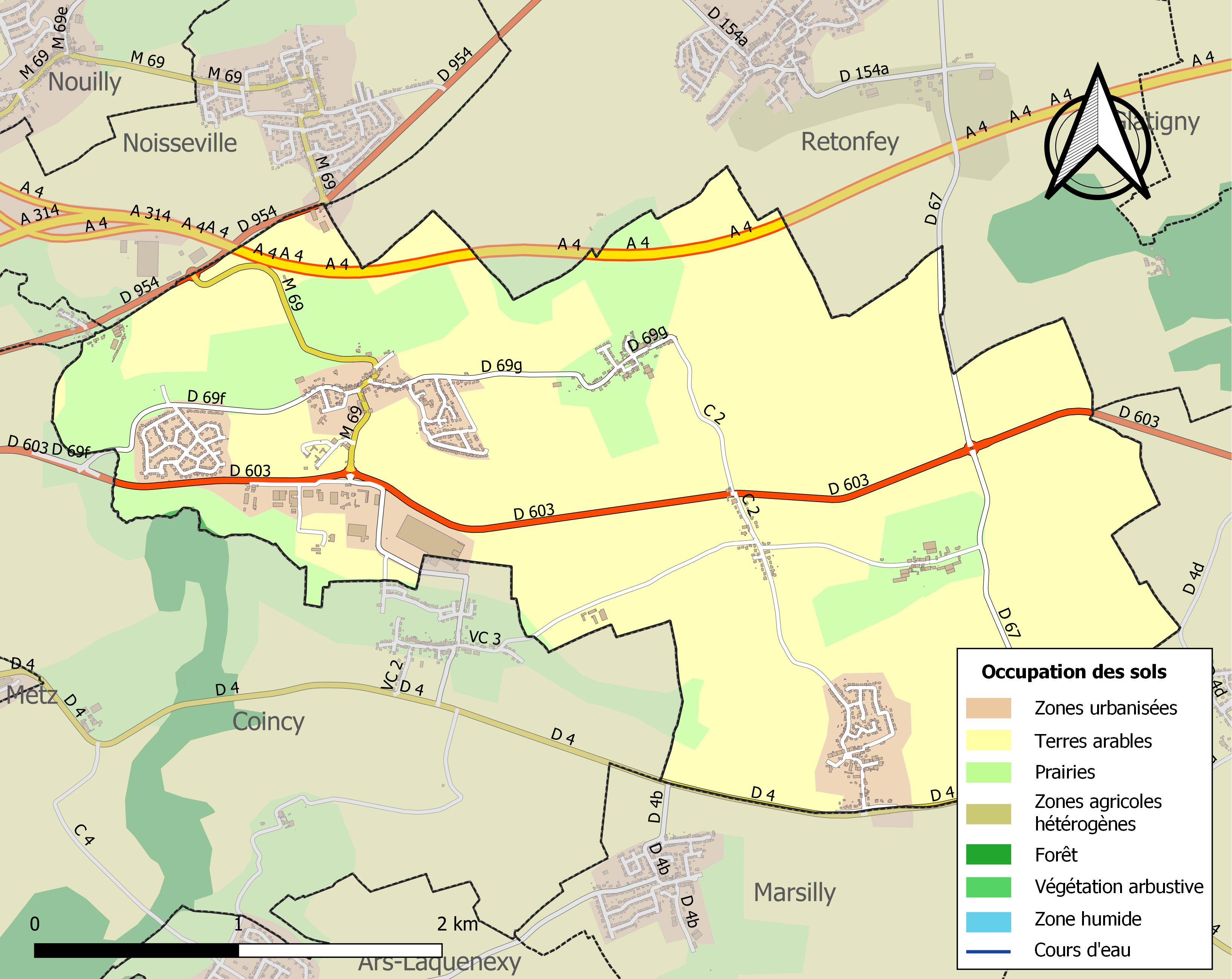
奥日-蒙图瓦-弗朗维尔的OSM定位图

## 行政
奥日-蒙图瓦-弗朗维尔的邮政编码为57645，INSEE市镇编码为57482。

## 政治
奥日-蒙图瓦-弗朗维尔所属的省级选区为梅斯地区县。

## 人口
奥日-蒙图瓦-弗朗维尔于2022年1月1日时的人口数量为1792人。